# Listă de filme britanice din 1985
Aceasta este o listă de filme britanice din 1985:

## Lista
| Titlu                                     | Regizor          | Distribuție | Gen            | Note                                                     |
| ----------------------------------------- | ---------------- | --- | -------------- | -------------------------------------------------------- |
| 1919                                      | Hugh Brody       | Paul Scofield |                | Entered into the 35th Berlin International Film Festival |
| The Angelic Conversation                  | Derek Jarman     | Paul Reynolds, Phillip Williamson | Arthouse       | Shakespeare's sonnets read by Judi Dench                 |
| The Assam Garden                          | Mary McMurray    | Deborah Kerr, Madhur Jaffrey, Alec McCowen | Drama          |                                                          |
| Billy the Kid and the Green Baize Vampire | Alan Clarke      | Phil Daniels, Bruce Payne | Musical        |                                                          |
| Brazil                                    | Terry Gilliam    | Jonathan Pryce, Kim Greist | Fantasy        |                                                          |
| The Bride                                 | Franc Roddam     | Sting, Jennifer Beals | Horror         |                                                          |
| Dance with a Stranger                     | Mike Newell      | Miranda Richardson, Rupert Everett | Crime          |                                                          |
| D.A.R.Y.L.                                | Simon Wincer     | Barret Oliver, Mary Beth Hurt | Sci-fi         |                                                          |
| Defence of the Realm                      | David Drury      | Gabriel Byrne, Greta Scacchi | Thriller       |                                                          |
| The Doctor and the Devils                 | Freddie Francis  | Timothy Dalton, Jonathan Pryce | Horror         |                                                          |
| Dreamchild                                | Gavin Millar     | Coral Browne, Ian Holm | Comedy/drama   |                                                          |
| The Emerald Forest                        | John Boorman     | Charley Boorman, Powers Boothe | Drama          |                                                          |
| The Girl In The Picture                   | Cary Parker      | John Gordon Sinclair, Gregor Fisher | Comedy/romance |                                                          |
| The Good Father                           | Mike Newell      | Anthony Hopkins, Jim Broadbent | Drama          |                                                          |
| Howling II: Stirba - Werewolf Bitch       | Philippe Mora    | Christopher Lee, Annie McEnroe | Horror         |                                                          |
| Insignificance                            | Nicolas Roeg     | Michael Emil, Theresa Russell | Drama          | Entered into the 1985 Cannes Film Festival               |
| King David                                | Bruce Beresford  | Richard Gere, Edward Woodward, Alice Krige, Denis Quilley                                                                                                  | Biblical epic  |                                                          |
| Letter to Brezhnev                        | Chris Bernard    | Peter Firth, Tracy Lea, | Romance/drama  |                                                          |
| Lifeforce                                 | Tobe Hooper      | Steve Railsback, Mathilda May, Peter Firth | Sci-fi         |                                                          |
| Morons from Outer Space                   | Mike Hodges      | Griff Rhys Jones, Mel Smith | Sci-fi/comedy  |                                                          |
| Mr. Love                                  | Roy Battersby    | Barry Jackson, Maurice Denham | Comedy         |                                                          |
| Murder Elite                              | Claude Whatham   | Ali MacGraw, Billie Whitelaw | Thriller       | [ 1 ]                                                    |
| My Beautiful Laundrette                   | Stephen Frears   | Daniel Day-Lewis, Gordon Warnecke, Saeed Jaffrey, Roshan Seth                                                                                              | Drama          |                                                          |
| No Surrender                              | Peter Smith      | Michael Angelis, Avis Bunnage | Comedy         |                                                          |
| Not Quite Paradise                        | Lewis Gilbert    | Joanna Pacuła, Sam Robards | Romance        |                                                          |
| Ordeal by Innocence                       | Desmond Davis    | Donald Sutherland, Faye Dunaway | Mystery        |                                                          |
| Plenty                                    | Fred Schepisi    | Meryl Streep, Charles Dance | Drama          |                                                          |
| Restless Natives                          | Michael Hoffman  | Vincent Friell, Joe Mullaney | Comedy         |                                                          |
| Revolution                                | Hugh Hudson      | Al Pacino, Donald Sutherland, Nastassja Kinski | Drama          |                                                          |
| A Room with a View                        | James Ivory      | Maggie Smith, Helena Bonham Carter, Denholm Elliott, Julian Sands                                                                                          | Drama          |                                                          |
| Seacoal                                   | Amber Film Team  | Ray Stubbs, Amber Styles, Sammy Johnson | Docudrama      |                                                          |
| The Shooting Party                        | Alan Bridges     | James Mason, Edward Fox, Dorothy Tutin | Drama          | Entered into the 14th Moscow International Film Festival |
| Steaming                                  | Joseph Losey     | Vanessa Redgrave, Sarah Miles, Diana Dors | Drama          | Screened at the 1985 Cannes Film Festival                |
| The Supergrass                            | Peter Richardson | Peter Richardson, Adrian Edmondson, Jennifer Saunders, Keith Allen, Nigel Planer, Dawn French, Ronald Allen, Daniel Peacock, Robbie Coltrane, Alexei Sayle | Comedy/crime   |                                                          |
| Turtle Diary                              | John Irvin       | Glenda Jackson, Ben Kingsley | Comedy/drama   |                                                          |
| Underworld                                | George Pavlou    | Denholm Elliott, Miranda Richardson | Horror         |                                                          |
| A View to a Kill                          | John Glen        | Roger Moore, Christopher Walken, Grace Jones | Spy/action     |                                                          |
| Water                                     | Dick Clement     | Michael Caine, Valerie Perrine, Billy Connolly | Comedy         |                                                          |
| Wetherby                                  | David Hare       | Vanessa Redgrave, Ian Holm, Tom Wilkinson | Drama          | Won the Golden Bear at Berlin                            |
| Wild Geese II                             | Peter Hunt       | Scott Glenn, Barbara Carrera, Edward Fox, Laurence Olivier                                                                                                 | Action/drama   |                                                          |
| A Zed & Two Noughts                       | Peter Greenaway  | Andréa Ferréol, Brian Deacon, Joss Ackland | Drama          |                                                          |